# Batalha de Las Guásimas (1874)
A Batalha de Las Guásimas ocorreu de 15 a 19 de março de 1874, em Camagüey, Cuba. Enfrentaram-se as forças do Brigadeiro Armiñán que tinha 3.000 homens contra as forças cubanas, comandadas pelo Generalíssimo Máximo Gómez. Ademais participaram os principais chefes militares cubanos, como Antonio Maceo, Julio Sanguily, Manuel Sanguily, Modesto Díaz e revisou as linhas cubanas o General Vicente García González.

## Prelúdio
Após a morte de Ignacio Agramonte, o Major-General Julio Sanguily assume o comando temporário em Camagüey. Em 9 de julho de 1873, Sanguily concedeu o comando militar de todo o território cubano, que havia sido libertado a oeste do rio Jobabo, a Máximo Gómez. Semanas após a Batalha de Palo Seco, Gómez, que estava acampado em Ciego de Najasa, recebeu aprovação do governo da República de Cuba em Armas para o plano de invasão de Las Villas.

## Invasão de Las Villas
Gómez mergulhou na árdua tarefa de concentrar e preparar o contingente invasor, recebendo reforços enviados por Calixto García, compostos por 400 soldados de infantaria, 400 fuzis Remington e 100 carabinas. À frente das tropas estava o Brigadeiro Antonio Maceo.

### O plano de Máximo Gómez
O plano concebido por este grande estrategista militar era para depois de receber o primeiro relatório sobre a presença do inimigo. Porém, nesta ocasião, a segunda tentativa espanhola de deter o avanço de Máximo Gómez já estava em andamento. O Brigadeiro Armiñán, com cerca de 3.000 homens das três armas, teria então o “infortúnio” de executar a ordem a todo custo. O contingente invasor entrou em Guásimas pela estrada para Antón de Guanusí, Camagüey, que fazia ligação com a estrada para Cachaza, em Camagüey.

### A batalha
As forças cubanas provocaram os espanhóis, liderados pelo Coronel Gabriel González, de origem mexicana, que se voluntariou com 50 cavaleiros para a missão, enganando os espanhóis e fazendo-os cair em uma emboscada e serem cercados pelas tropas cubanas, que ao entrarem não os deixaram sair dos pastos de Las Guásimas de Machado, local situado a aproximadamente 36 quilômetros de Camagüey.
Quando os espanhóis entraram nas ruas deste local, receberam uma saraivada de infantaria comandada por Antonio Maceo e foram imediatamente atacados pela cavalaria cubana, o que causou 250 mortes entre os espanhóis. Durante os dias de combate e cerco, os espanhóis foram forçados a queimar seus mortos. Um prático nascido em Cuba, servindo no Exército Espanhol, consegue romper o cerco e seguir para Porto Príncipe, em Camagüey, relatando o confronto com as tropas cubanas. O Brigadeiro Bascone sai para o lugar com 1.700 homens pelo caminho de Cachaza, onde foi fustigado pelas forças cubanas ao longo do caminho. Finalmente, em 18 de março, eles conseguem entrar no cerco de Guásimas e se juntar às tropas devastadas. Na manhã de 19 de março, as duas colunas cansadas e dizimadas conseguiram romper o cerco e seguir em direção a Porto Príncipe. A entrada na cidade causou grande comoção na população devido ao número de feridos que transportavam, bem como ao número de baixas, que chegou a 1.037 homens.
Esta batalha foi uma retumbante vitória tática e estratégica para as forças cubanas, pois demonstrou que era possível derrotar o inimigo nessas áreas, devido à planura, e aumentou muito o moral do Exército Mambi. A partir daquele momento, os espanhóis limitaram suas operações às áreas rurais.

## Episódio
Enquanto Máximo Gómez e José Martí levavam uma pequena escolta, um ajudante se aproximou de Antonio Maceo e lhe disse: "General, como é que o General Gómez vai até Camagüey com uma força tão pequena?" Maceo voltou-se para seu interlocutor e, revelando um sorriso no qual vagava a expressão de uma convicção íntima, exclamou enfaticamente: "O General Gómez tem consigo um grande exército: sua estratégia".